# Fehér lazac

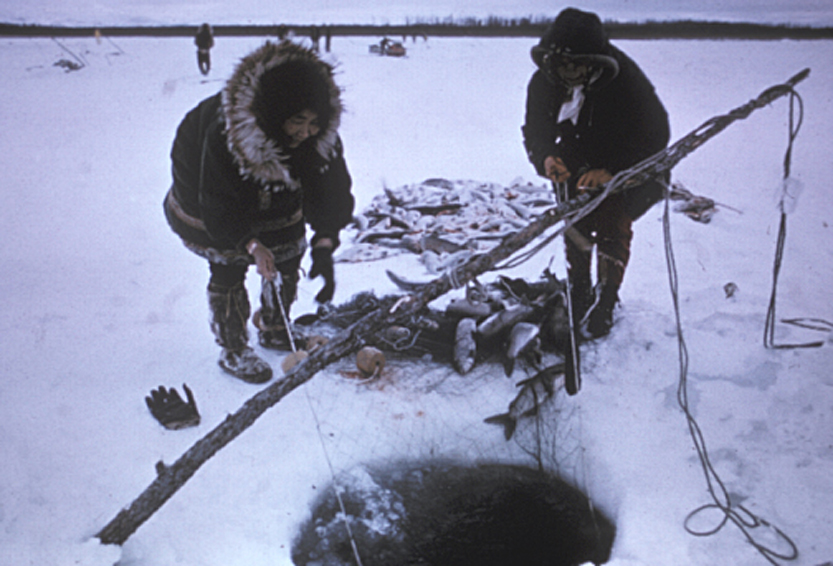
Inuitok a fehér lazacot halásszák

A fehér lazac (Stenodus leucichthys) a sugarasúszójú halak (Actinopterygii) osztályának a lazacalakúak (Salmoniformes) rendjébe, ezen belül a lazacfélék (Salmonidae) családjába tartozó faj.
Nemének az egyetlen faja.

## Előfordulása
A fehér lazac élőhelye a Kaszpi-tenger és északról beömlő folyói. Egy halászatilag nagyon fontos alfaja, S. l. nelma a Fehér-tengertől és Szibériától egészen Észak-Amerikáig (ide értve a Mackenzie-öböl környékét is) a parti vizekben, tavakban és folyókban él.

## Alfajai
A fehér lazac korábban két földrajzilag jól elkülönülő alfajt alkotott. Vannak olyan leírások, melyek külön fajként kezelik őket.
- Stenodus leucichthys leucichthys (Güldenstädt, 1772), alfaj, melynek élőhelye a Kaszpi-tenger vízrendszeréhez tartozó Volga és Ural volt. Ez az alfaj azonban mára már kihalt.[3]
- Stenodus leucichthys nelma (Pallas, 1773), alfaj, mely Északkelet-Európa, Észak-Ázsia és Észak-Amerika lakója.

## Megjelenése
A hal teste marénaszerű, oldalról csak kevéssé lapított, feje hosszú, orra hegyes. Az oldalvonal mentén 90-120 pikkely van. A hátúszó és a mélyen villás farokúszó között kis zsírúszó található. Szájnyílása széles, a szem középvonaláig ér, végállású, az alsó állkapocs azonban valamelyest előbbre nyúlik. Állkapcsai, az ekecsont és a nyelv fogazottak. Az első kopoltyúíven 19-26 kopoltyútüske van. A fejtető és a hát sötét, kékes csillogással, hasa és oldalai ezüstszínűek. Hátúszója feketés. Testhossza 50-80 centiméter, legfeljebb 130 centiméter. Testtömege legfeljebb 35 kilogramm.

## Életmódja
A fiatalok planktont, a kifejlett példányok főként halakat fogyasztanak.

## Szaporodása
Anadrom vándorhal, ívás idején a tengerből a folyóknak a felső folyásáig vonul. Megkülönböztetünk őszi és tavaszi vándorlást. Október és november között ívik. A nőstények a nagyságuktól függően 130 000-420 000 ikrát ragasztanak a kavicsos aljzatra. A tavasszal kikelő lárvák nyomban lefelé vonulnak a folyóban; mint fiatal halak júniustól érkeznek a tengerbe.